# Міхалув (Томашовський повіт)
Міхалув (пол. Michałów) — село в Польщі, у гміні Рокіцини Томашовського повіту Лодзинського воєводства.
Населення — 131 особа (2011).
У 1975-1998 роках село належало до Пйотрковського воєводства.

## Демографія
Демографічна структура станом на 31 березня 2011 року:
|          | Загалом | Допрацездатний вік | Працездатний вік | Постпрацездатний вік |
| -------- | ------- | ------------------ | ---------------- | -------------------- |
| Чоловіки | 70      | 11                 | 48               | 11                   |
| Жінки    | 61      | 11                 | 35               | 15                   |
| Разом    | 131     | 22                 | 83               | 26                   |